# Zgromadzenie wspólników
Zgromadzenie wspólników – najwyższa władza w spółce z ograniczoną odpowiedzialnością (czasami ta sama nazwa stosowana jest – nieprawidłowo – wobec zgromadzenia akcjonariuszy w spółce akcyjnej).

## Zgromadzenie wspólników w polskich spółkach z ograniczoną odpowiedzialnością[a]
Organ ten podczas zwykłej działalności spółki spotyka się raz do roku (takie spotkanie nazywa się „zwyczajnym zgromadzeniem wspólników”), na zakończenie roku obrachunkowego, celem zatwierdzenia bilansu oraz rachunku zysków i strat w spółce, oraz w celu udzielenia absolutorium pozostałym organom spółki – zarządowi oraz (o ile istnieją) radzie nadzorczej i komisji rewizyjnej. Decyzje zgromadzenia wspólników są nadrzędne w stosunku do wszelkich czynności pozostałych organów spółki i mogą być zaskarżane tylko do sądu, który może je uchylić tylko wówczas, gdyby stwierdził sprzeczność z prawami nadrzędnymi (np. z kodeksem spółek handlowych), albo gdyby decyzja podjęta została z naruszeniem procedury.
Zgromadzenie wspólników może też zostać zwołane w dowolnym innym czasie, o ile wymaga tego interes spółki, bądź jeśli tylko dostatecznie duża grupa wspólników (zazwyczaj reprezentująca nie mniej niż 10% udziałów spółki) domaga się jego zwołania. Takie spotkanie nazywa się „nadzwyczajnym zgromadzeniem wspólników”. Zgromadzenie nadzwyczajne zwoływane jest także niezwłocznie po tym, jeśli bilans sporządzony przez zarząd wykaże stratę przewyższającą sumę kapitałów zapasowego i rezerwowych oraz połowę kapitału zakładowego: zgromadzenie takie zwołuje się w celu powzięcia uchwały dotyczącej dalszego istnienia spółki.
Każde zgromadzenie wspólników (zarówno „zwyczajne”, jak i „nadzwyczajne”) musi odbywać się zgodnie z porządkiem obrad, skutecznie przesłanym wszystkim wspólnikom spółki z zachowaniem terminu. Zawiadomienia powinny być wysłane co najmniej 2 tygodnie przed datą zgromadzenia i powinny zawierać – oprócz szczegółowego porządku obrad – informację o dokładnym miejscu, dniu i godzinie planowanego zgromadzenia. Miejsce odbycia zgromadzenia powinno być wyznaczone w miejscowości, w której znajduje się siedziba spółki; zazwyczaj mniejsze spółki odbywają swe zgromadzenia we własnej sali konferencyjnej, ale jeśli liczba wspólników jest znaczna, a spółka nie dysponuje dostatecznie dużym pomieszczeniem, to praktykowane jest odbywanie zgromadzeń w wynajętych salach konferencyjnych.

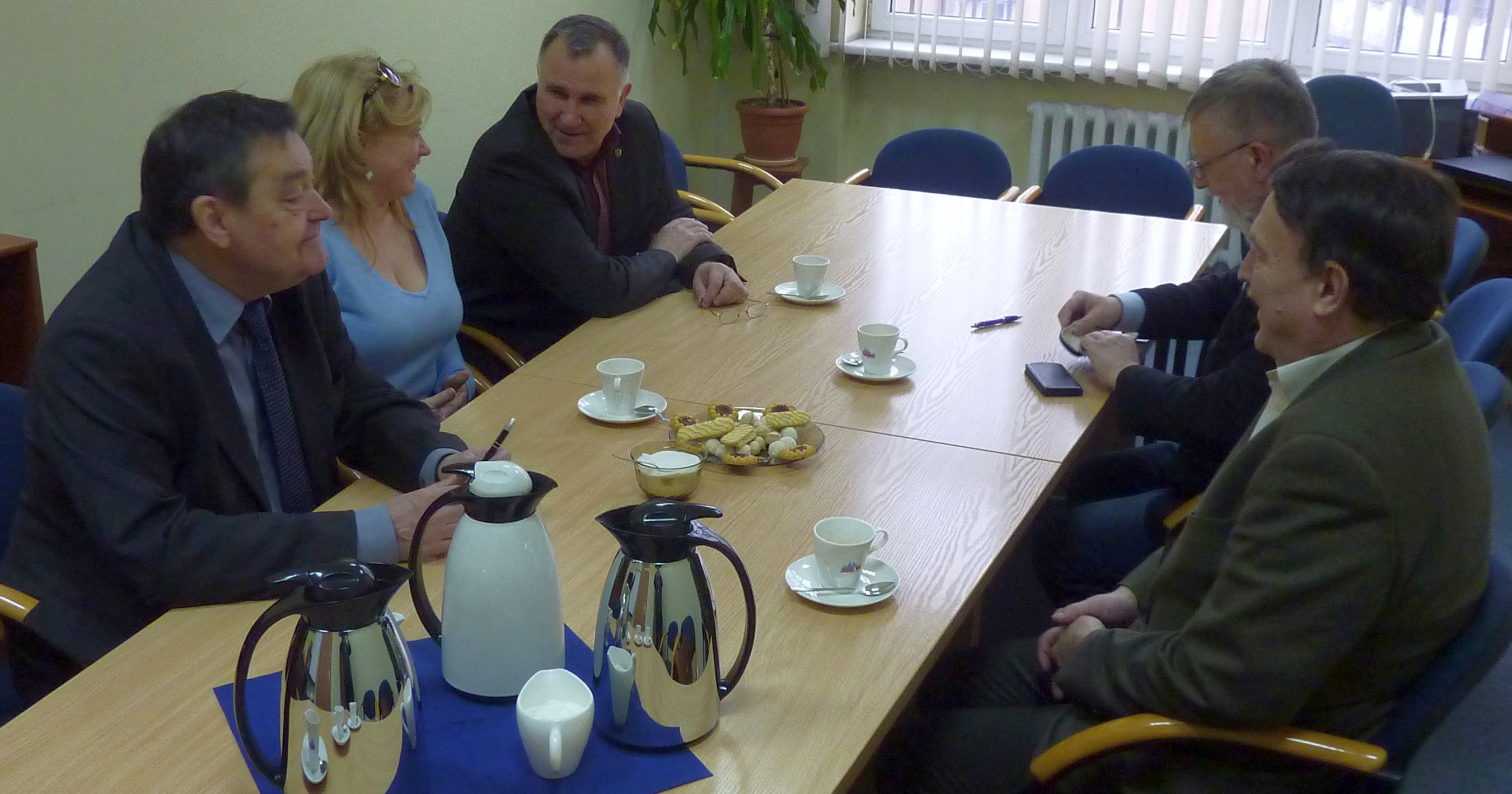
Zgromadzenie wspólników małej spółki z o.o.

Oprócz wymienionych wyżej czynności, związanych z zamknięciem roku obrachunkowego (bilans, rachunek zysków i strat, absolutoria) do kompetencji zgromadzeń wspólników należy m.in. podejmowanie uchwał w sprawach (art. 228 KSH):
- roszczeń o naprawienie szkody wyrządzonej przy zawiązaniu spółki lub sprawowaniu zarządu albo nadzoru;
- zbycia i wydzierżawienia przedsiębiorstwa lub jego zorganizowanej części oraz ustanowienia na nich ograniczonego prawa rzeczowego;
- zbycia i nabycia nieruchomości, użytkowania wieczystego lub udziału w nieruchomości[c];
- zwrotu dopłat;
- zawarcia między spółką dominującą a spółką zależną umowy przewidującej zarządzanie spółką zależną lub przekazywanie zysku przez taką spółkę.

Uchwały na zgromadzeniach wspólników zapadają bezwzględną większością głosów z wyjątkiem uchwał dotyczących zmian umowy spółki, rozwiązania spółki lub zbycia przedsiębiorstwa albo jego zorganizowanej części, do których trzeba większości dwóch trzecich głosów oraz uchwał dotyczących istotnej zmiany przedmiotu działalności spółki, wymagających większości trzech czwartych głosów.
Każdy wspólnik ma prawo wyznaczyć pełnomocnika, który będzie reprezentował jego interesy na zgromadzeniu. Pełnomocnikiem nie może być członek zarządu spółki ani jej pracownik, a pełnomocnictwo musi być udzielone na piśmie i dołączone po zgromadzeniu do księgi protokołów spółki.
Z wyjątkiem spraw personalnych (wybory do organów spółki oraz uchwały w sprawach odwołania członków organów spółki lub likwidatorów lub o pociągnięcie ich do odpowiedzialności) zgromadzenia wspólników podejmują swoje uchwały w głosowaniu jawnym, chyba że choć jeden ze wspólników (lub działający w jego imieniu pełnomocnik) zażąda głosowania tajnego. Tajność głosowania w sprawach personalnych dotyczących komisji niezbędnych podczas zgromadzenia wspólników (np. komisji skrutacyjnej, komisji mandatowej itp.) wspólnicy mogą wyłączyć uchwałą.
W sprawach dotyczących odpowiedzialności wspólnika wobec spółki z jakiegokolwiek tytułu, w tym udzielenia absolutorium, zwolnienia z zobowiązania wobec spółki oraz sporu między nim a spółką wspólnik ten głosować nie może ani osobiście, ani przez pełnomocnika.

## Kontrola wspólników nad zwoływaniem zgromadzeń wspólników
Art. 236 § 1 ksh, wyposażający wspólników reprezentujących co najmniej jedną dziesiątą kapitału zakładowego w prawo żądania zwołania nadzwyczajnego zgromadzenia wspólników, jak również umieszczenia określonych spraw w porządku obrad najbliższego zgromadzenia wspólników, w praktyce jedynie częściowo niweluje negatywne skutki takiej blokady ze strony zarządu. Zdarza się bowiem, że w reakcji na to żądanie dochodzi wprawdzie do zwołania przez zarząd w terminie dwóch tygodni od dnia przedstawienia żądania zgromadzenia z proponowanym przez wspólników porządkiem obrad, lecz z terminem zgromadzenia bardzo odległym w stosunku do proponowanego przez udziałowców. Jedyne co wspólnicy mogą zrobić w takiej sytuacji to zwrócić się, na podstawie art. 237 § 1 ksh, do sądu rejestrowego o upoważnienie ich do samodzielnego zwołania nadzwyczajnego zgromadzenia wspólników. Wprawdzie oczywiste jest, iż zarząd nie ma prawa samowolnie ustalać terminu odbycia się zgromadzenia i obowiązany jest respektować termin wskazany przez wspólników w ich żądaniu zwołania nadzwyczajnego zgromadzenia wspólników, jednakże kwestia zasadności wniosku wspólników traci na znaczeniu, skoro termin prawomocnego rozstrzygnięcia przez sąd ich wniosku może być równie odległy jak wyznaczony przez zarząd termin zgromadzenia wspólników.

## Zaskarżanie uchwał zgromadzenia wspólników, stwierdzenie nieważności uchwały
Uchwała zgromadzenia wspólników:
- sprzeczna z umową lub sprzeczna z dobrymi obyczajami

lub
- godząca w interes spółki lub mająca na celu pokrzywdzenie wspólnika

może być zaskarżona w drodze powództwa o uchylenie uchwały wytoczonego przeciwko spółce. Prawo do wytoczenia powództwa o uchylenie uchwały zgromadzenia wspólników przysługuje:
- zarządowi,
- radzie nadzorczej,
- komisji rewizyjnej,
- poszczególnym członkom tych organów,
- wspólnikowi, który głosował przeciwko uchwale, a po jej powzięciu zażądał zaprotokołowania sprzeciwu,
- wspólnikowi bezzasadnie niedopuszczonemu do udziału w zgromadzeniu wspólników,
- wspólnikom, którzy nie byli obecni na zgromadzeniu wspólników (jedynie w przypadku wadliwego zwołania zgromadzenia wspólników lub też powzięcia uchwały w sprawie nieobjętej porządkiem obrad).

Jeżeli przeprowadzono głosowanie pisemne, powyższe prawo ma także wspólnik pominięty przy głosowaniu, wspólnik, który nie zgodził się na takie głosowanie albo głosował przeciwko uchwale i następnie po dowiedzeniu się o jej powzięciu w terminie dwóch tygodni zgłosił sprzeciw. Powództwo o uchylenie uchwały zgromadzenia wspólników może być wniesione w terminie miesiąca od dnia otrzymania wiadomości o uchwale, nie później jednak niż w terminie sześciu miesięcy od dnia powzięcia uchwały.
Podmiotom uprawnionym do wniesienia powództwa o uchylenie uchwały przysługuje również prawo do wniesienia przeciwko spółce powództwa o stwierdzenie nieważności uchwały zgromadzenia wspólników sprzecznej z ustawą. Prawo do wniesienia powództwa wygasa z upływem sześciu miesięcy od dnia, w którym uprawniony powziął wiadomość o uchwale, nie później jednak niż z upływem trzech lat od dnia powzięcia uchwały.